# All the Best
Ne pas confondre avec la compilation de Paul McCartney All the Best!.
Albums de Tina Turner
Twenty Four Seven
(1999) Tina!
(2008)
Singles
1. Open Arms
Sortie : septembre 2004
2. Complicated Disaster
Sortie : 2005

All the Best est la deuxième compilation de Tina Turner, parue le 1er novembre 2004 sur le label Capitol Records. 

## Sorties
L'album est sorti le 1er novembre 2004 au Royaume-Uni. Aux États-Unis, il est sorti le 1er février 2005 sous forme de double CD et le 4 octobre 2005 en CD simple intitulé All the Best: The Hits.

## Aperçu
Les titres sur cet album sont essentiellement des succès solo de Tina Turner mais quelques hits de l'époque Ike & Tina Turner y figurent également. Il contient en outre trois nouveaux enregistrements (Open Arms, Complicated Disaster et Something Special) dont les deux premiers sortiront en singles, ainsi que des titres plus rares dont des duos et la chanson Great Spirits, tirée de la BO du film d'animation Frère des Ours.
L'album a culminé à la 6e place du UK Albums Chart, avec près de 45 000 copies vendues dès la première semaine. En mars 2007, il est à nouveau entré dans les charts britanniques où il a atteint la 18e place. Aux États-Unis, il est classé 2e du Billboard 200 avec 121 000 exemplaires vendus la première semaine.
L'album a été certifié disque de platine aux États-Unis seulement 3 mois après sa sortie. Il a depuis été certifié disque de platine dans plusieurs pays. 

## Liste des titres

### All the Best
| Disque 1 | Disque 1                                      | Disque 1                    | Disque 1 | Disque 1 | Disque 1 | Disque 1 | Disque 1 | Disque 1 | Disque 1 |
| No       | Titre                                         | Auteur                      | Durée    |          |          |          |          |          |          |
| -------- | --------------------------------------------- | --------------------------- | -------- | -------- | -------- | -------- | -------- | -------- | -------- |
| 1.       | Open Arms                                     | Barson, Brammer, VanSertima | 4:01     |          |          |          |          |          |          |
| 2.       | Nutbush City Limits (Ike and Tina Turner)     | Turner                      | 2:57     |          |          |          |          |          |          |
| 3.       | What You Get Is What You See                  | Britten, Lyle               | 4:26     |          |          |          |          |          |          |
| 4.       | Missing You                                   | Leonard, Sanford, Waite     | 4:39     |          |          |          |          |          |          |
| 5.       | The Best                                      | Chapman, Knight             | 5:29     |          |          |          |          |          |          |
| 6.       | River Deep, Mountain High (Ike & Tina Turner) | Barry, Greenwich, Spector   | 3:41     |          |          |          |          |          |          |
| 7.       | When the Heartache Is Over                    | Reid, Stack                 | 3:44     |          |          |          |          |          |          |
| 8.       | Let's Stay Together                           | Green, Jackson, Mitchell    | 5:17     |          |          |          |          |          |          |
| 9.       | Be Tender with Me Baby                        | Hammond, Knight             | 4:17     |          |          |          |          |          |          |
| 10.      | I Don't Wanna Fight (7" edit)                 | Duberry, Lulu, Lawrie       | 4:26     |          |          |          |          |          |          |
| 11.      | Whatever You Need                             | Courtenay, Roberts          | 4:49     |          |          |          |          |          |          |
| 12.      | I Can't Stand the Rain                        | Bryant, Miller, Peebles     | 3:43     |          |          |          |          |          |          |
| 13.      | GoldenEye (Soundtrack version)                | Evans, Hewson               | 4:43     |          |          |          |          |          |          |
| 14.      | I Don't Wanna Lose You                        | Hammond, Lyle               | 4:20     |          |          |          |          |          |          |
| 15.      | Great Spirits                                 | Phil Collins                | 3:58     |          |          |          |          |          |          |
| 16.      | Proud Mary (1993 version)                     | Fogerty                     | 5:26     |          |          |          |          |          |          |
| 17.      | Addicted to Love (Live)                       | Robert Palmer               | 5:22     |          |          |          |          |          |          |
| 75:18    |                                               |                             |          |          |          |          |          |          |          |

| Disque 2 | Disque 2                                            | Disque 2               | Disque 2 | Disque 2 | Disque 2 | Disque 2 | Disque 2 | Disque 2 | Disque 2 |
| No       | Titre                                               | Auteur                 | Durée    |          |          |          |          |          |          |
| -------- | --------------------------------------------------- | ---------------------- | -------- | -------- | -------- | -------- | -------- | -------- | -------- |
| 1.       | In Your Wildest Dreams (featuring Antonio Banderas) | Chapman, Knight        | 5:34     |          |          |          |          |          |          |
| 2.       | Private Dancer (7" edit)                            | Mark Knopfler          | 4:03     |          |          |          |          |          |          |
| 3.       | Why Must We Wait Until Tonight (7" edit)            | Bryan Adams            | 4:30     |          |          |          |          |          |          |
| 4.       | Typical Male                                        | Britten, Lyle          | 4:17     |          |          |          |          |          |          |
| 5.       | Tonight (avec David Bowie)                          | Bowie, Pop             | 3:45     |          |          |          |          |          |          |
| 6.       | Complicated Disaster                                | Escoffery, Robson      | 3:43     |          |          |          |          |          |          |
| 7.       | On Silent Wings (featuring Sting, single edit)      | Ralston, White         | 4:20     |          |          |          |          |          |          |
| 8.       | Something Special                                   | Hammond, Lyle          | 4:37     |          |          |          |          |          |          |
| 9.       | We Don't Need Another Hero (7" edit)                | Britten, Lyle          | 4:16     |          |          |          |          |          |          |
| 10.      | It's Only Love (avec Bryan Adams)                   | Adams, Vallance        | 3:16     |          |          |          |          |          |          |
| 11.      | Cose della vita (avec Eros Ramazzotti)              | Ramazzotti, Turner     | 4:50     |          |          |          |          |          |          |
| 12.      | Steamy Windows                                      | White                  | 4:05     |          |          |          |          |          |          |
| 13.      | Paradise Is Here (7" edit)                          | Brady                  | 5:00     |          |          |          |          |          |          |
| 14.      | What's Love Got to Do With It                       | Britten, Lyle          | 3:48     |          |          |          |          |          |          |
| 15.      | Better Be Good to Me                                | Chapman, Chinn, Knight | 5:10     |          |          |          |          |          |          |
| 16.      | Two People                                          | Britten, Lyle          | 4:09     |          |          |          |          |          |          |
| 17.      | Something Beautiful Remains                         | Britten, Lyle          | 4:22     |          |          |          |          |          |          |
| 73:45    |                                                     |                        |          |          |          |          |          |          |          |

### All the Best: The Hits
| 1.    | I Don't Wanna Fight (7" edit)                  | Duberry, Lulu, Lawrie       | 4:26 |
| 2.    | What's Love Got to Do With It                  | Britten, Lyle               | 3:48 |
| 3.    | Proud Mary (1993 version)                      | Fogerty                     | 5:26 |
| 4.    | Open Arms                                      | Barson, Brammer, VanSertima | 4:01 |
| 5.    | Private Dancer (7" edit)                       | Knopfler                    | 4:02 |
| 6.    | The Best                                       | Chapman, Knight             | 5:29 |
| 7.    | Better Be Good to Me                           | Chapman, Chinn, Knight      | 5:10 |
| 8.    | Let's Stay Together                            | Green, Jackson, Mitchell    | 5:17 |
| 9.    | Nutbush City Limits (Ike & Tina Turner)        | Turner                      | 2:57 |
| 10.   | Missing You                                    | Leonard, Sanford, Waite     | 4:39 |
| 11.   | Complicated Disaster                           | Escoffery, Robson           | 3:42 |
| 12.   | It's Only Love (with Bryan Adams)              | Adams, Vallance             | 3:16 |
| 13.   | Look Me in the Heart                           | Kelly, Steinberg            | 3:44 |
| 14.   | On Silent Wings (featuring Sting, single edit) | White                       | 4:20 |
| 15.   | Two People                                     | Britten, Lyle               | 4:09 |
| 16.   | Typical Male                                   | Britten, Lyle               | 4:16 |
| 17.   | We Don't Need Another Hero (7" edit)           | Britten, Lyle               | 4:17 |
| 18.   | What You Get Is What You See                   | Britten, Lyle               | 4:26 |
| 77:25 |                                                |                             |      |

## Ventes, certifications et classements
| Pays                         | Certification     | Ventes    | Meilleur classement hebdomadaire (2004-2005) |
| ---------------------------- | ----------------- | --------- | -------------------------------------------- |
| Allemagne (BVMI)             | 3x Or             | 300 000   | 5e                                           |
| Australie                    |                   |           | 64e                                          |
| Autriche (IFPI Autriche)     | Platine           | 30 000    | 3e                                           |
| Belgique (BEA)               | Platine           | 50 000    | 5e (Ultratop Flandre)                        |
| Belgique (BEA)               | Platine           | 50 000    | 20e (Ultratop Wallonie)                      |
| Canada (Music Canada)        | Platine           | 100 000   | 4e                                           |
| Danemark (IFPI Danemark)     | Or                | 20 000    | 6e                                           |
| Écosse                       |                   |           | 6e                                           |
| Espagne (Promusicae)         | Platine           | 100 000   | 11e                                          |
| États-Unis (RIAA)            | Platine           | 616 000   | 2e (Billboard 200)                           |
| États-Unis (RIAA)            | Platine           | 616 000   | 12e (Top R&B/Hip-Hop Albums)                 |
| Union européenne (IFPI)      | Platine           | 1 000 000 | 2e                                           |
| Finlande (Musiikkituottajat) |                   | 10 779    | 15e                                          |
| France (SNEP)                | Or                | 100 000   | 8e                                           |
| Grèce                        |                   |           | 15e                                          |
| Hongrie (Mahasz)             | Or                | 10 000    | 7e                                           |
| Irlande (IRMA)               | Platine           | 15 000    | 17e                                          |
| Italie                       |                   |           | 8e                                           |
| Nouvelle-Zélande (RMNZ)      | Or                | 7 500     | 13e                                          |
| Norvège (IFPI Norvège)       |                   |           | 8e                                           |
| Pays-Bas                     |                   |           | 7e                                           |
| Pologne (ZPAV)               | Or                | 20 000    | 9e                                           |
| Portugal                     |                   |           | 2e                                           |
| Royaume-Uni (BPI)            | Platine           | 300 000   | 6e                                           |
| Suède                        |                   |           | 14e                                          |
| Suisse (IFPI Suisse)         | Platine           | 40 000    | 3e                                           |
| Estimations monde            | Estimations monde | 5 500 000 |                                              |